# Безіменна зірка
«Безіменна зірка» — п'єса відомого румунського письменника, драматурга Михаїла Себастіана, написана у 1942 році. Вперше глядач побачив її у 1944 році, Театр «Альгамбра», Бухарест.
П'єса є затребуваною у репертуарі європейських та українських театрів.

## Сюжет
Румунія, 20-ті роки. У провінційному місті, у якому кожен житель знає усе про всіх, а жителі надають перебільшене значення тому, що про них подумають сусіди, відбувається екстраординарна подія: поїзд, який ніколи не зупинявся у їхньому маленькому містечку, раптом приніс несподіванку. На залізничному вокзалі один із потягів, експрес «Бухарест — Сіная» зупиняється. Експрес зупинений кондуктором, щоб висадити безквиткову пасажирку на ім'я Мона, котра їде до Бухаресту. Вона одягнута у прекрасну вечірню сукню, проте у сумочці не має нічого, крім фішок для гри у казино. Несподівано там само, на вокзалі, виявляється і вчитель географії місцевої гімназії Марін Мірою. Марін має незвичайне захоплення — космографію, він тікає від рутини життя у зоряне небо.
Мірою пропонує незнайомці нічліг у своїй невеличкій квартирі — холостяцькій хижці, а сам планує заночувати у свого друга, учителя музики своєї гімназії. Мона погоджується, але шукає будь-якого приводу, щоб не відпустити Маріна. Мірою, захоплений дивовижною красою незнайомки, відкриває їй свою найзаповітнішу таємницю: він відкрив зірку. Нова зірка, котрої нема ні на жодній карті зоряного неба — неймовірна гордість Мірою. Вони молоді, тому щасливі цієї ночі…
Зранку Мона перевертає усталене життя Маріна, заявивши, що залишається з ним назавжди.
Тим часом Мону розшукує її багатий коханець-покровитель Ґріг. Він знаходить її в убогому учительському помешканні. Видаючи Ґріга за свого брата, Мона знайомить його з Маріном, учитель просить руки «сестри». Холодний і розсудливий Ґріг переконує Мону, що їй не місце у провінції, бо через кілька років вона нічим не буде кращою за мадемуазель Куку, страшну і верескливу учительку, і буде приречена жити з дивакуватим бідняком. Мона покидає містечко.
Як розраду, Мона дарує Мірою віру, що він правий у своїх астрономічних спостереженнях: «Жодна зірка не відходить зі свого шляху».

## Персонажі
- Мона, столична гостя
- Марін Мірою, учитель астрономії
- Ґріг, друг Мони
- мадемуазель Куку, класна дама
- пан Удря, учитель музики, композитор
- Елеонора Земфіреску, гімназистка
- пан Іспас, начальник вокзалу
- пані Іспас, дружина начальника вокзалу
- Яким, помічник начальника вокзалу

та інші

## «Безіменна зірка» у мистецтві

### Екранізації
- 1965 — «Мона, безіменна зірка» фр. Mona, l'étoile sans nom — художній фільм режисера Анрі Кольпі (Румунія—Франція: Argo Films, Cocinor, Les Films Luciana); у головній ролі — Марина Владі
- 1978 — «Безіменна зірка» — радянський 2-серійний художній телевізійний фільм, поставлений Михайлом Козаковим на Свердловській кіностудії; у головній ролі — Анастасія Вертинська

### Театр
- 2018 — «І небо, і земля» (реж. Юлія Волчкова, Київська академічна майстерня театрального мистецтва «Сузір'я»)[1]
- 2018 — «Зірка без імені» (реж. Людмила Скрипка, Чернівецький музично-драматичний театр імені Ольги Кобилянської)
- 2022 — «Безіменна зірка» (реж. Євген Лунченко, Національний академічний театр російської драми імені Лесі Українки)
- 2022 — «Безіменна зірка» (реж. Олександр Король, Львівський обласний академічний музично-драматичний театр імені Юрія Дрогобича)[2]